# Aega sheni
Aega sheni là một loài chân đều trong họ Aegidae. Loài này được Yu & Bruce miêu tả khoa học năm 2006.